# Église du Saint-Sauveur d'Ani
L'église du Saint-Sauveur est une ancienne église située dans les ruines de l'ancienne capitale arménienne d'Ani, en Turquie.

## Nom
L'église est dédiée à Jésus-Christ, sous sa dénomination de saint Sauveur ; en arménien : Սուրբ Փրկիչ եկեղեցի (Surp P’rgich’ egeghets’i).

## Caractéristiques
L'église occupe un emplacement dans l'est du site d'Ani, capitale de l'ancien royaume d'Arménie vers l'an 1000. Le site est situé dans l'extrême est de la Turquie, sur la province de Kars, au contact de la frontière avec l'Arménie ; l'église n'est située qu'à 300 m au nord de cette frontière. Sur le site, la cathédrale d'Ani est située à 350 m à l'ouest de l'église du Saint-Sauveur ; l'église Saint-Grégoire de Tigrane Honents est située à 200 m au sud-est.
L'église Saint-Sauveur possède un plan particulier : l'extérieur comporte 19 côtés, tandis que l'intérieur est un octogone composé de 8 apsides peu profondes surplombées d'une grande coupole. L'église ressemble à des rotondes superposées, jadis décorées d'arcatures aveugles. L'intérieur de l'édifice présente des fresques, dont un Christ tenant l'évangile. Des anges et la Cène entourent le personnage.
L'édifice est à moitié effondré : seule la partie occidentale est encore debout.

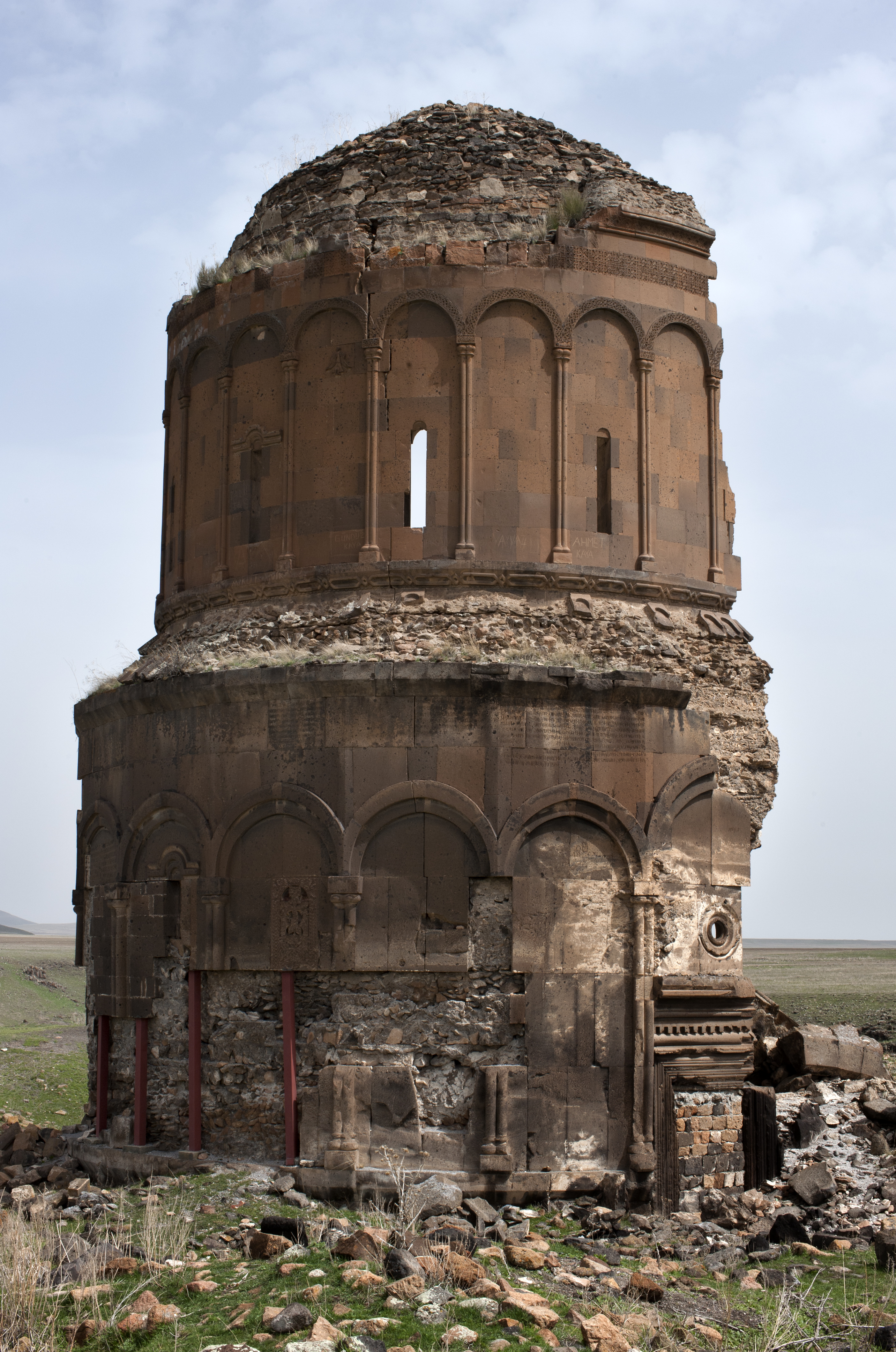
Autre vue de l'église.
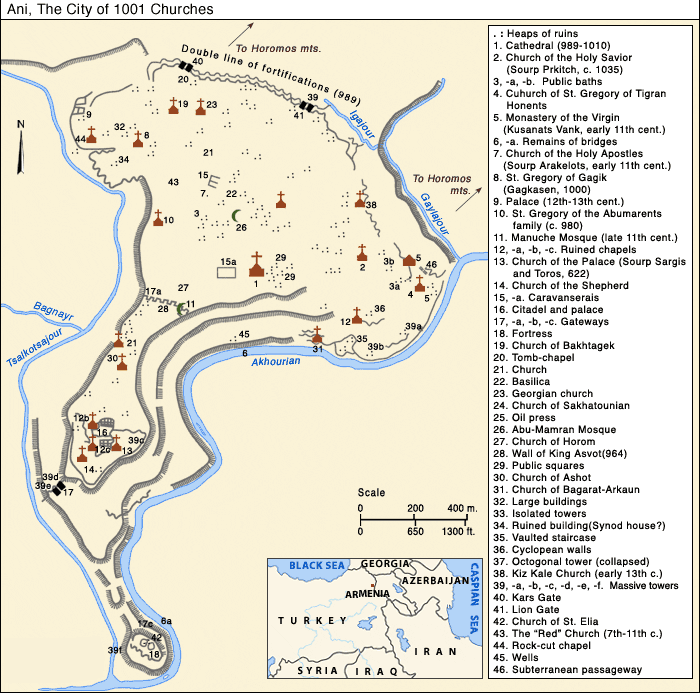
Carte d'Ani. L'église du Saint-Sauveur est située en 2.

## Historique
L'église du Saint-Sauveur est construite peu de temps après 1035, à l'initiative du prince Ablgharid Pahlavide afin d'abriter une relique de la Vraie Croix qu'il avait ramenée de Constantinople.
L'église reste relativement intacte jusqu'au XXe siècle. Cependant, la moitié s'est effondré complètement en 1955 à la suite d'une tempête.
L'église est répertoriée sur la liste des édifices en danger du Fonds mondial pour les monuments en 1996, 1998, 2000 et 2002, en même temps que la cathédrale d'Ani ; elle fait actuellement l'objet d'un projet de conservation dirigé par le ministère turc de la Culture.